# Сегедски университет
Сегедският университет (на унгарски: Szegedi Tudományegyetem) е държавен университет, разположен в Сегед, Унгария.

## История
Университетът е основан през 1872 г. от император Франц Йосиф I. Първоначално се намира в Клуж-Напока (тогава — Коложвар). Тъй като след края на Първата световна война градът се оказва извън пределите на Унгария, през 1921 г. университетът е преместен в Сегед. По него време в университета съществуват четири факултета (Юридически, Медицински, Факултет по математика и естествени науки и Факултет по изкуства, езици и история).
Сред професорите в университета през междувоенния период е нобеловият лауреат по физиология и медицина за 1937 г. Алберт Сент-Дьорди. След Виенския арбитраж от 1940 г. университетът е преместен отново в Клуж-Напока, но в същото време в Сегед е създаден новият Кралски университет „Миклош Хорти“.
От 1945 г. университетът се нарича Сегедски университет. През 1951 г. Факултетът по медицина се отделя в самостоятелен институт. През 1962 г. университетът получава името на поета Атила Йожеф. През 2000 г. Сегедският университет се обединява с медицинския университет и няколко други учебни заведения.

## Съвременна структура на университета
- Селскостопански факултет
- Факултет по свободни изкуства
- Стоматологичен факултет
- Факултет по икономика и бизнесадминистрация
- Инженерен факултет
- Факултет по социални науки
- Юридически факултет
- Медицински факултет
- Факултет по музика
- Фармацевтичен факултет
- Факултет по естествени науки и информатика
- Педагогически факултет

## Рейтинги
Според Academic Ranking of World Universities на Шанхайския университет през 2013 г. Сегедският университет заема 401-500-тното в света, 124–168-о по научен принос сред европейските университети и 2-ро сред университетите в Унгария. През 2014 г. QS World University Rankings поставя Сегедския университет на 501-550-о място в света. Най-високо в класацията (101-150-о място в света) заемат филологическите специалности. 

## Галерия
- Сграда на Сегедския университет на Катедралния площад
- Факултет по право
- Център „Атила Йожеф“
- Аудиториум Максимум
- Църква „Св. Рох“ и Факултет по анатомия
- Сграда на библиотека „Сомоги“ и на областния архив на Сегед

## Известни преподаватели и възпитаници
- Антал Серб, писател
- Ищван Бибо, политолог
- Золтан Баи, физик
- Липот Фейер, математик
- Бела Керекярто, математик
- Фридеш Рис, математик
- Атила Йожеф, поет